# دو سه چیزی که از او می‌دانم
دو سه چیزی که از او می‌دانم (به فرانسوی: 2 ou 3 choses que je sais d'elle)) فیلمی است ساختهٔ ژان‌لوک گدار، کارگردان فرانسوی، محصول سال ۱۹۶۷. ضمیر «او» ی مؤنث در عنوان فیلم هم اشاره به شهر پاریس دارد و هم زن خانه‌دار قهرمان فیلم. رشد فرهنگ مصرف‌گرایی در اروپا هر دو را از بنیاد تغییر داده‌است. زن خانه‌دار (با بازی مارینا ولادی) در کنار شغل خانه‌داری، تن‌فروشی می‌کند تا پول بیشتری به دست بیاورد. فیلم بهره‌کشی جنسی را محصول سرمایه‌داری و به‌طور خاص سرمایه‌داری آمریکایی و امپریالیسم می‌داند.

## خلاصه داستان
ژولیت جانسون (مارینا ولادی) به همراه همسر و دو فرزندش در پاریس زندگی می‌کنند. آنها پیش‌تر به طبقه کارگر تعلق داشتند و در حومه شهر زندگی می‌کردند اما حالا به شهر آمده‌اند تا استاندارد زندگی‌شان را بالاتر ببرند، در خانه قشنگی زندگی کنند و از جدیدترین کالاهای مصرفی که به بازار می‌آید لذت ببرند. حقوق شوهر ژانت کفاف زندگی‌شان را نمی‌دهد، بنابراین ژولیت بدون اطلاع شوهرش تن‌فروشی می‌کند. دو سه چیزی که از او می‌دانم ژولیت را طی یک روز عادی نشان می‌دهد. او از بچه‌هایش مراقبت می‌کند، به شوهرش می‌رسد و هر جا که موقعیتی دست می‌دهد به کسب و کار دومش می‌پردازد. در طول فیلم، صدای زمزمه‌وار گدار به عنوان نوشتن روی تصویر شنیده می‌شود که دربارهٔ موضوعات مختلف مانند زبان، سیاست، کمیک استریپ، ظاهر و واقعیت حرف می‌زند. شخصیت‌ها با یکدیگر مصاحبه می‌کنند یا توسط کسی که پشت دوربین است مصاحبه می‌شوند. سؤال‌ها عمدتاً دربارهٔ مفهوم هویت و سکس است.

## تولید فیلم
گدار ساخت آمریکا و دو سه چیزی که از او می‌دانم را به عنوان لطفی به تهیه‌کننده و دوستش، ژرژ دوبورگار، همزمان ساخت. دو سه چیزی که از او می‌دانم را صبح‌ها فیلم‌برداری می‌کرد و ساخت آمریکا را بعدازظهرها. حتی پیشنهاد کرده بود مانند نخل‌های وحشی فاکنر، هر دو فیلم با هم نمایش داده شوند، تماشاگر یک حلقه از این فیلم را ببیند و یک حلقه از آن یکی.

داستان فیلم از گزارشی در روزنامه دربارهٔ فحشا میان زنان خانه‌دار پاریسی الهام گرفته شده‌است.